# Archaeorhizomycetes
Archaeorhizomycetes Rosling and T. James è una classe del phylum Ascomycota comprendente funghi terricoli noti soltanto attraverso il sequenziamento molecolare. Al momento comprende un solo ordine, Archaeorhizomycetales Rosling and T. James, con una sola famiglia Archaeorhizomycetaceae Rosling and T. James il solo genere Archaeorhizomyces Rosling and T. James. Specie descritte: 2, identificate esclusivamente su base molecolare. 
Identificati in tutti i continenti e in una grande varietà di ecosistemi terrestri, questi funghi sono stati segnalati prevalentemente per terreni ricchi di radici, dove rappresentano una delle componenti biotiche più importanti, oltre che su legno marcescente ed altre fonti di carbonio complesse . Il ruolo ecologico dei funghi appartenenti a questa classe, sicuramente implicati nel ciclo del carbonio, non è noto: analisi sperimentali suggeriscono che l'interazione con le piante non sia ne di tipo mutualistico ne di tipo patogeno.